# پان‌برونشیولیت گسترده‌شونده
پانبرونشیولیت منتشرشونده (DPB) یک بیماری التهابی ریه است که علت آن ناشناخته است. این یک شکل شدید و پیشرونده برونشیولیت، که یک بیماری التهابی نایژک هاست (مجاری هوایی کوچک در ریه‌ها) می‌باشد.